# IJdijken

Amsterdam en het omringende water in 1850

De IJdijken vormen een systeem van dijken in de Nederlandse provincie Noord-Holland. Deze dijken werden vanaf de 12e eeuw aangelegd om het achterland rondom Amsterdam en Zuid-Kennemerland en tussen Muiderberg en Velsen-Zuid te beschermen tegen het water van het IJ. De dijken zijn na die tijd vaak verlegd, vervangen of doorgebroken tijdens een storm of overstroming. Een groot gedeelte van de IJdijken is tegenwoordig nog steeds zichtbaar in het landschap. Onder meer de Spaarndammerdijk, Haarlemmerdijk, Nieuwendijk, Zeedijk en Jodenbreestraat maken er deel van uit. Veel van deze dijken vormen nog steeds de primaire waterkering voor de stad Amsterdam.
In juli 2011 werd het mogelijk een deel van de IJdijken als fiets- of wandelroute te gebruiken.